# Cœtus Internationalis Patrum
El Cœtus Internationalis Patrum ('Grupo Internacional de Padres') era un grupo de 250 obispos de impronta tradicionalista o conservadora que durante el concilio Vaticano II contestó las posturas más innovadoras (por integrantes del Cœtus calificadas de modernistas) y cuya finalidad era organizarse frente a los embates del grupo de padres conciliares en derredor del Rin, los progresistas.
Las diferencias principales con las posturas de la mayoría se manifestaron sobre todo en dos temas:
- Libertad religiosa: el Cœtus defendía la confesionalidad del Estado, frente a quienes no la aceptaban;
- Colegialidad: el Cœtus aseguraba que las organización de los colegios episcopales atentaba contra la primacía del papado y coartaba en libertad de decisión a los ordinarios en sus diócesis.

Fueron respetados por la mayoría, aunque las diferencias irreconciliables entre ambas tendencias obligaron a acordar textos ambiguos, impidiendo una mayor homogeneidad, y consiguieron frenar muchas de las corrientes del IDOC y de Pax christiana, movimiento polaco.
El Cœtus Internationalis Patrum se reunía en la Curia Generalicia de los agustinos, estaba presidido por el arzobispo Marcel Lefebvre, y contaba con la participación de los cardenales Francis Spellman y Giuseppe Siri, como también de los obispos Geraldo de Proença Sigaud (secretario) de Diamantina, Casimiro Morcillo de Madrid, José Maurício da Rocha de (Braganza en Brasil), Antonio de Castro Mayer de Campos, Carli de Segni, Ruffini, de Palermo, Borromeo de Pésaro, Florit y el Cardenal Browne O.P.. También lo apoyaban peritos como el padre Cándido Pozo S.J. y, sobre todo, tenía la aprobación del cardenal Alfredo Ottaviani, Prefecto de la Sagrada Congregación del Santo Oficio de la Romana y Universal Inquisición.